# Paredones (sitio arqueológico)
Paredones es un sitio arqueológico en Perú que está conformado por una construcción monumental con muros de 2 m de ancho por 4 m de altura aproximadamente, y levantada sobre una amplia terraza pedregosa rectangular dividida en dos sectores que se extienden por más de un kilómetro, cuya portada lítica está construida en piedra y granito traídos desde zonas aledañas pertenecientes a la cultura Virú. 

## Ubicación
Situado contiguamente a 3 kilómetros del caserío Paredones, al suroeste de la ciudad de Moro perteneciente a la provincia del Santa. Al sitio arqueológico podemos acceder por San Jacinto o por un desvío a la derecha 1.5 km antes de llegar a Moro.

## Estudios
El diplomático norteamericano Squier fue el primero en dar luces de su existencia y denominarlo "Palacio del Pedrejón". El viajero alemán Ernest Middendorf llega en 1866 y en su obra "Perú" lo llama "Paredones de Moro". Luego en 1933, Julio C. Tello lo nombra "Pincha Marka", y más tarde es designado como "Vinchamarca" por el arqueólogo Rafael Larco Hoyle.

## Descripción
Se calcula que el complejo arqueológico cuenta con unos 2 500 años de antigüedad aproximadamente, y perteneció a la cultura Virú. En el sitio se evidencian construcciones de adobe de distintos tamaños, y corresponderían a ocupantes de culturas posteriores, ya que, su ocupación original data entre los años 600 o 500 años antes de nuestra era en cuanto a Paredones, mientras que las ocupaciones tardías de entre 500 a 1 200 años. Transportar las piedras para construir los muros fue una difícil tarea, pues se usaban de forma natural pero eran escogidas y trabajadas de manera organizada, que  según su selección serían utilizadas intercaladamente en hilada de bloques. Actualmente los restos arquitectónicos pueden verse desde el río Nepeña y el pueblo de Motocachi. 